# Supermodel Me (mùa 6)
Mùa thứ sáu của Supermodel Me hay (Supermodel Me: Revolution) được phát sóng vào tháng 10 năm 2021, sau 7 năm gián đoạn với địa điểm quay được chuyển trở lại tại Singapore.
Toàn bộ ban giám khảo hầu hết được thay thế với người mẫu Thái Lan Cindy Bishop được chỉ định làm người dẫn chương trình kiêm giám khảo chính và Yu Tsai được chỉ định làm cố vấn sáng tạo. Ase Wang sẽ trở lại hội đồng giám khảo lần thứ tư liên tiếp. Chương trình cũng sẽ đánh dấu sự ra mắt của Catriona Gray và Hanli Hoefer trong dàn giám khảo của chương trình. 2 người mẫu Dana Slosar và Monika St. Maria được thêm vào làm cố vấn cho thí sinh.
Người chiến thắng mùa giải này là Nguyễn Quỳnh Anh, 21 tuổi đến từ Việt Nam. Cô nhận được các giải thưởng sau:
- 1 hợp đồng người mẫu với Storm Model Management tại Luân Đôn
- Chụp ảnh bìa cho tạp chí Harper's Bazaar Singapore
- Trở thành đại sứ thương hiệu của Subaru
- Sở hữu 1 chiếc xe Subaru XV GT đời mới

## Thí sinh
(Tính tuổi thí sinh khi tham gia chương trình)
| Quốc gia    | Thi sinh                  | Tuổi | Chiều cao              | Bị loại ở | Hạng |
| ----------- | ------------------------- | ---- | ---------------------- | --------- | ---- |
| Singapore   | Claire Lee                | 20   | 1,75 m (5 ft 9 in)     | Tập 1     | 12   |
| Philippines | Cassandra Laforteza       | 24   | 1,75 m (5 ft 9 in)     | Tập 2     | 11   |
| Việt Nam    | Wiwi Nguyen               | 24   | 1,73 m (5 ft 8 in)     | Tập 3     | 10   |
| Thái Lan    | Jennifer Fredin           | 20   | 1,74 m (5 ft 8+1⁄2 in) | Tập 4     | 9    |
| Malaysia    | Prisca Klose              | 24   | 1,73 m (5 ft 8 in)     | Tập 5     | 8    |
| Philippines | Melanie Jane Fernandez    | 21   | 1,71 m (5 ft 7+1⁄2 in) | Tập 6     | 7    |
| Hồng Kông   | Tiffany Jane "TJ" Bennett | 24   | 1,70 m (5 ft 7 in)     | Tập 7     | 6    |
| Trung Quốc  | Isabelle Zhang            | 19   | 1,73 m (5 ft 8 in)     | Tập 8     | 5    |
| Indonesia   | Zeline Prabowo            | 25   | 1,74 m (5 ft 8+1⁄2 in) | Tập 9     | 4    |
| Singapore   | Hannah Cheng-Bradshaw     | 20   | 1,73 m (5 ft 8 in)     | Tập 10    | 3    |
| Philippines | Nikki de Moura            | 17   | 1,68 m (5 ft 6 in)     | Tập 10    | 2    |
| Việt Nam    | Quynh Anh Nguyen          | 21   | 1,73 m (5 ft 8 in)     | Tập 10    | 1    |

## Thứ tự loại trừ
| Hạng | Tập       | Tập       | Tập       | Tập       | Tập       | Tập       | Tập       | Tập       | Tập       | Tập       |
| Hạng | 1         | 2         | 3         | 4         | 5         | 6         | 7         | 8         | 9         | 10        |
| ---- | --------- | --------- | --------- | --------- | --------- | --------- | --------- | --------- | --------- | --------- |
| 1    | Quỳnh Anh | Hannah    | Jennifer  | Nikki     | Quỳnh Anh | Zeline    | Zeline    | Nikki     | Hannah    | Quỳnh Anh |
| 2    | TJ        | Nikki     | Isabelle  | Melanie   | Isabelle  | Hannah    | Quỳnh Anh | Hannah    | Quỳnh Anh | Nikki     |
| 3    | Jennifer  | TJ        | Melanie   | Hannah    | TJ        | Nikki     | Hannah    | Zeline    | Nikki     | Hannah    |
| 4    | Nikki     | Zeline    | Zeline    | Isabelle  | Nikki     | Isabelle  | Nikki     | Quỳnh Anh | Zeline    |           |
| 5    | Prisca    | Prisca    | Quỳnh Anh | TJ        | Zeline    | Quỳnh Anh | Isabelle  | Isabelle  |           |           |
| 6    | Zeline    | Quỳnh Anh | Nikki     | Prisca    | Hannah    | TJ        | TJ        |           |           |           |
| 7    | Wiwi      | Jennifer  | Hannah    | Quỳnh Anh | Melanie   | Melanie   |           |           |           |           |
| 8    | Hannah    | Melanie   | Prisca    | Zeline    | Prisca    |           |           |           |           |           |
| 9    | Isabelle  | Isabelle  | TJ        | Jennifer  |           |           |           |           |           |           |
| 10   | Melanie   | Wiwi      | Wiwi      |           |           |           |           |           |           |           |
| 11   | Cassandra | Cassandra |           |           |           |           |           |           |           |           |
| 12   | Claire    |           |           |           |           |           |           |           |           |           |

     Thí sinh bị loại.
     Thí sinh chiến thắng cuộc thi.

### Buổi chụp hình
- Tập 1: Đồ lót cổ điển trên võng lụa
- Tập 2: Đánh nhau theo cặp
- Tập 3: Áo tắm bên hồ bơi với 2 người mẫu nam
- Tập 4: Người phụ nữ mạnh mẽ với xe Subaru XV GT
- Tập 5: Tỏa sáng trong Kinh kịch Trung Quốc
- Tập 6: Ảnh chân dung vẻ đẹp dưới nước với ếch và lươn
- Tập 7: Thanh lịch và cuốn hút với những món đồ thủ công tinh xảo nhất của bộ sưu tập With Love, SG của KrisShop
- Tập 8: Nàng tiên trong rừng
- Tập 9: Poster phim hành động với xe Subaru XV GT (theo cá nhân và cùng với cố vấn người mẫu)
- Tập 10: Tỏa sáng trong bữa tiệc disco của thập niên 1980